# Filmographie de John Wayne

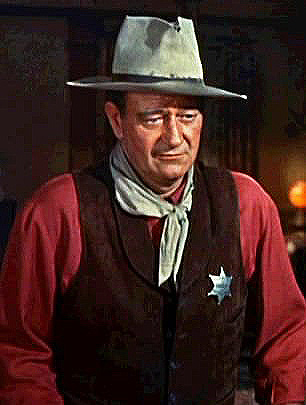
John Wayne dans Rio Bravo.

La filmographie de John Wayne comprend l'ensemble des films auxquels il a participé comme acteur, de sa première apparition comme figurant dans Tom, champion du stade en 1926, à son dernier rôle en 1976 dans Le Dernier des géants, mais également les films qu'il a réalisés et produits, ainsi que ses diverses participations.

## Filmographie

### Acteur

#### Années 1920 - 1930
| Année | Titre français                 | Titre original                  | Genre               | Réalisateur                    | Rôle                          | Remarques | Voix françaises |
| ----- | ------------------------------ | ------------------------------- | ------------------- | ------------------------------ | ----------------------------- | --- | --------------- |
| 1926  | Tom, champion du stade         | Brown of Harvard                | Comédie dramatique  | Jack Conway                    | Un footballeur                | Non crédité au générique                                                                                                 | NC              |
| 1926  | Bardelys le magnifique         | Bardelys the Magnificent        | Drame               | King Vidor                     | Un garde                      | Non crédité au générique                                                                                                 | NC              |
| 1926  |                                | The Great K and A Train Robbery | Western             | Lewis Seiler                   |                               | Figuration non créditée au générique                                                                                     | NC              |
| 1927  | Le Signal de feu               | Annie Laurie                    | Comédie dramatique  | John S. Robertson              |                               | Figuration non créditée au générique                                                                                     | NC              |
| 1927  |                                | The Drop Kick                   | Football            | Millard Webb                   | Un joueur de football         | Non crédité au générique                                                                                                 | NC              |
| 1928  | Maman de mon cœur              | Mother Machree                  | Western             | John Ford                      |                               | Figuration non créditée au générique                                                                                     | NC              |
| 1928  | Les Quatre Fils                | Four Sons                       | Drame               | John Ford                      | Un officier                   | Non crédité au générique                                                                                                 | NC              |
| 1928  | La Maison du bourreau          | Hangman's House                 | Comédie             | John Ford                      | Un condamné, un spectateur    | Non crédité au générique                                                                                                 | NC              |
| 1928  | L'Arche de Noé                 | Noah's Ark                      | Drame Guerre Épique | Michael Curtiz                 |                               | Figuration non créditée au générique                                                                                     | NC              |
| 1929  |                                | Speakeasy                       | Drame               | Benjamin Stoloff               |                               | Figuration non créditée au générique                                                                                     | NC              |
| 1929  | La Garde noire                 | The Black Watch                 | Aventure            | John Ford                      | un soldat du 42nd Highlanders | Non crédité au générique                                                                                                 | NC              |
| 1929  |                                | Salute                          | Football            | John Ford David Butler         | Aspirant Bill                 | Non crédité au générique (1er film parlant de J. Wayne)                                                                  | NC              |
| 1929  |                                | Words and Music                 | Comédie musicale    | James Tinling                  | Pete Donahue                  | Crédité sous le nom de Duke Morrison                                                                                     | NC              |
| 1929  |                                | The Forward Pass                |                     | Edward F. Cline                |                               | Figuration non créditée au générique                                                                                     | NC              |
| 1930  | Hommes sans femmes             | Men Without Women               | Guerre              | John Ford                      | Un speaker                    | Non crédité au générique                                                                                                 | NC              |
| 1930  |                                | Born Reckless                   | Comédie             | John Ford Andrew Bennison (en) |                               | Figuration non créditée au générique                                                                                     | NC              |
| 1930  |                                | Rough Romance                   | Western             | A.F. Erickson                  | un bûcheron                   | Non crédité au générique                                                                                                 | NC              |
| 1930  |                                | Cheer Up and Smile              | Comédie musicale    | Sidney Lanfield                |                               | Non crédité au générique                                                                                                 | NC              |
| 1930  | La Piste des géants            | The Big Trail                   | Western             | Raoul Walsh                    | Breck Coleman                 | Crédité sous le nom de John Wayne Premier rôle important ; l'échec commercial du film le renvoie aux emplois de série B. | NC              |
| 1931  |                                | Girls Demand Excitement         | Comédie             | Seymour Felix                  | Peter Brooks                  | | NC              |
| 1931  | Le Ranch de la terreur         | The Range Feud                  | Western             | D. Ross Lederman               | Clint Turner                  | | NC              |
| 1931  |                                | Arizona                         | Drame               | George B. Seitz                | Bob Denton                    | | NC              |
| 1932  | La Loi du coup de poing        | Two Fisted Law                  | Western             | D. Ross Lederman               | Duke                          | | NC              |
| 1932  |                                | The Hurricane Express           | Aventures           | Armand Schaefer J. P. McGowan  | Larry Baker                   | Serial 12 épisodes | NC              |
| 1932  | Le Fantôme                     | Haunted Gold                    | Western             | Mack V. Wright                 | John Mason                    | | NC              |
| 1932  | La Grande Panique              | The Big Stampede                | Western             | Tenny Wright                   | John Steele                   | | NC              |
| 1932  | L'Aigle de la mort             | The Shadow of the Eagle         | Film policier       | Ford Beebe B. Reeves Eason     | Craig McCoy                   | Serial 12 épisodes | NC              |
| 1932  | Duke le rebelle                | Ride Him, Cowboy                | Western             | Fred Allen                     | John Drury                    | | NC              |
| 1932  |                                | Running Hollywood               |                     | Charles Lamont                 |                               | | NC              |
| 1932  | Le Provocateur                 | Lady and Gent                   | Drame               | Stephen Roberts                | Buzz Kinney                   | | NC              |
| 1932  |                                | Texas Cyclone                   | Western             | D. Ross Lederman               | Steve Pickett                 | | NC              |
| 1933  | Sa secrétaire privée           | His Private Secretary           | Comédie romantique  | Phil Whitman                   | Dick Wallace                  | | NC              |
| 1933  | Le Signal                      | Central Airport                 |                     | William A. Wellman             | Copilote                      | Non crédité au générique                                                                                                 | NC              |
| 1933  | L'Homme de Monterey            | The Man From Monterey           | Western             | Mack V. Wright                 | Capitaine John Holmes         | | NC              |
| 1933  | Liliane                        | Baby Face                       | Film noir           | Alfred E. Green                | Jimmy McCoy                   | | NC              |
| 1933  | La Vie de Jimmy Dolan          | The Life of Jimmy Dolan         | Drame               | Archie Mayo                    | Smith                         | | NC              |
| 1933  | Justice pour un innocent       | Sagebrush Trail                 | Western             | Armand Schaefer                | John Brant                    | | NC              |
| 1933  | La Chevauchée de la gloire     | The Three Musketeers            | Aventure            | Armand Schaefer Colbert Clark  | Lieutenant Tom Wayne          | Serial 12 épisodes | NC              |
| 1933  |                                | The Telegraph Trail             | Western             | Tenny Wright                   | John Trent                    | | NC              |
| 1933  |                                | College Coach                   | Comédie dramatique  | William A. Wellman             | Un étudiant                   | Non crédité au générique                                                                                                 | NC              |
| 1933  | Les Cavaliers du destin        | Riders of Destiny               | Western             | Robert N. Bradbury             | Sandy Saunders                | | NC              |
| 1933  | Frères dans la mort            | Somewhere in Sonora             | Western             | Mack V. Wright                 | John Bishop                   | | NC              |
| 1934  | Randy le solitaire             | Randy Rides Alone               | Western             | Harry L. Fraser                | Randy Bowers                  | | NC              |
| 1934  | Sous le soleil d'Arizona       | Neath the Arizona Skies         | Western             | Harry L. Fraser                | Chris Morell                  | | NC              |
| 1934  | L'Héritage du chercheur d'or   | The Trail Beyond                | Western             | Robert N. Bradbury             | Rod Drew                      | | NC              |
| 1934  | À l'ouest des montagnes        | West of the Divide              | Western             | Robert N. Bradbury             | Ted Hayden                    | | NC              |
| 1934  | Le Territoire sans loi         | The Lawless Frontier            | Western             | Robert N. Bradbury             | John Tobin                    | | NC              |
| 1934  | Terreur dans la ville          | The Star Packer                 | Western             | Robert N. Bradbury             | John Travers                  | | NC              |
| 1934  | L'Homme de l'Utah              | The Man From Utah               | Western             | Robert N. Bradbury             | John Weston                   | | NC              |
| 1934  | Panique à Yucca City           | Blue Steel                      | Western             | Robert N. Bradbury             | John Carruthers               | | NC              |
| 1934  | Le Texan chanceux              | The Lucky Texan                 | Western             | Robert N. Bradbury             | Jerry Mason                   | | NC              |
| 1935  | Le Cavalier de l'aube          | The Dawn Rider                  | Western             | Robert North Bradbury          | John Mason                    | | NC              |
| 1935  | Les Loups du désert            | Westward Ho                     | Western             | Robert North Bradbury          | John Wyatt                    | | NC              |
| 1935  |                                | Rainbow Valley                  | Western             | Robert North Bradbury          | John Martin                   | | NC              |
| 1935  |                                | Lawless Range                   | Western             | Robert North Bradbury          | John Middleton / John Allen   | | NC              |
| 1935  | L'Élixir du docteur Carter     | Paradise Canyon                 | Western             | Carl Pierson                   | John Wyatt / John Rogers      | | NC              |
| 1935  |                                | The Desert Trail                | Western             | Lewis D. Collins               | John Scott                    | | NC              |
| 1935  | La Terreur du Texas            | Texas Terror                    | Western             | Robert North Bradbury          | John Higgins                  | | NC              |
| 1935  |                                | The New Frontier                | Western             | Carl Pierson                   | John Dawson                   | | NC              |
| 1936  |                                | The Lonely Trail                | Western             | Joseph Kane                    | Capitaine John Ashley         | | NC              |
| 1936  | La Rivière écarlate            | King of the Pecos               | Western             | Joseph Kane                    | John Clayborn                 | | NC              |
| 1936  | Sur la piste d'Oregon          | The Oregon Trail                | Western             | Scott Pembroke                 | Capitaine John Delmont        | | NC              |
| 1936  | Les Écumeurs de la mer         | Sea Spoilers                    | Aventure            | Frank R. Strayer               | Bob Randall                   | | NC              |
| 1936  | Conflit                        | Conflict                        | Drame               | David Howard                   | Pat Glendon                   | | NC              |
| 1936  | La Ville fantôme               | Winds of the Wasteland          | Western             | Mack V. Wright                 | John Blair                    | | NC              |
| 1936  |                                | The Lawless Nineties            | Western             | Joseph Kane                    | John Tipton                   | | NC              |
| 1937  | Le Testament du capitaine Drew | Adventure's End                 | Aventure            | Arthur Lubin                   | Duke Slade                    | | NC              |
| 1937  | Chasseurs d'images             | I Cover the War                 | Aventure            | Arthur Lubin                   | Bob Adams                     | | NC              |
| 1937  | L'Idole de la foule            | Idol of the Crowds              | Drame               | Arthur Lubin                   | Johnny Hanson                 | | NC              |
| 1937  | Californie... en avant !       | California Straight Ahead!      | Drame               | Arthur Lubin                   | William "Biff" Smith          | | NC              |
| 1937  | La Ville du diable             | Born to the West                | Western             | Charles Barton                 | Dare Rudd                     | | NC              |
| 1938  |                                | Santa Fe Stampede               | Western             | George Sherman                 | Stony Brooke                  | film de la série The Three Mesquiteers                                                                                   | NC              |
| 1938  | Guet-apens dans les airs       | Overland Stage Raiders          | Western             | George Sherman                 | Stony Brooke                  | film de la série The Three Mesquiteers                                                                                   | NC              |
| 1938  |                                | Pals of the Saddle              | Western             | George Sherman                 | Stony Brooke                  | film de la série The Three Mesquiteers                                                                                   | NC              |
| 1939  | Le Bandit du Wyoming           | Wyoming Outlaw                  | Western             | George Sherman                 | Stony Brooke                  | film de la série The Three Mesquiteers                                                                                   | NC              |
| 1939  |                                | New Frontier                    | Western             | George Sherman                 | Stony Brooke                  | film de la série The Three Mesquiteers                                                                                   | NC              |
| 1939  | La Chevauchée fantastique      | Stagecoach                      | Western             | John Ford                      | Ringo Kid                     | | Marc Valbel     |
| 1939  | La Ruse inutile                | Red River Range                 | Western             | George Sherman                 | Stony Brooke                  | film de la série The Three Mesquiteers                                                                                   | NC              |
| 1939  | Le Premier Rebelle             | Allegheny Uprising              | Film historique     | William A. Seiter              | James Smith                   | | Raymond Loyer   |
| 1939  | Les Cavaliers de la nuit       | The Night Riders                | Western             | George Sherman                 | Stony Brooke                  | film de la série The Three Mesquiteers                                                                                   | NC              |
| 1939  | La Lutte pour le ranch         | Three Texas Steers              | Western             | George Sherman                 | Stony Brooke                  | film de la série The Three Mesquiteers                                                                                   | NC              |

#### Années 1940
| Année | Titre français                  | Titre original            | Genre              | Réalisateur        | Rôle                                         | Remarques                                                                      | Voix françaises                 |
| ----- | ------------------------------- | ------------------------- | ------------------ | ------------------ | -------------------------------------------- | ------------------------------------------------------------------------------ | ------------------------------- |
| 1940  | Les Hommes de la mer            | The Long Voyage Home      | Guerre             | John Ford          |                                              |                                                                                | NC                              |
| 1940  | Les Déracinés                   | Three Faces West          | Drame              | Bernard Vorhaus    | John Phillips                                |                                                                                | NC                              |
| 1940  | La Maison des sept péchés       | Seven Sinners             | Aventure           | Tay Garnett        | Lieutenant Dan Brent                         |                                                                                | Raymond Loyer                   |
| 1940  | L'Escadron noir                 | Dark Command              | Western            | Raoul Walsh        | Bob Seton                                    |                                                                                | Raymond Loyer                   |
| 1941  | Suicide ou Crime                | A Man Betrayed            | Policier           | John H. Auer       | Lynn Hollister                               |                                                                                | NC                              |
| 1941  | Le Retour du proscrit           | The Shepherd of the Hills | Western            | Henry Hathaway     | Grant Matthews « Matt » Jr.                  | titre alternatif : Prisonnier de la haine Premier film en couleurs de J. Wayne | NC                              |
| 1941  | Ouragan sur la Louisiane        | Lady From Louisiana       | Drame              | Bernard Vorhaus    | John Reynolds                                |                                                                                | NC                              |
| 1942  |                                 | Lady for a Night          | Drame              | Leigh Jason        | Jackson Morgan                               |                                                                                | NC                              |
| 1942  | Les Écumeurs                    | The Spoilers              | Western            | Ray Enright        | Roy Glennister                               |                                                                                | NC                              |
| 1942  | Les Naufrageurs des mers du Sud | Reap the Wild Wind        | Aventure           | Cecil B. DeMille   | Capitaine Jack Stuart                        | Son seul film dirigé par Cecil B. De Mille                                     | Olivier Cuvellier               |
| 1942  | Quelque part en France          | Reunion In France         | Guerre             | Jules Dassin       | Pat Talbot                                   |                                                                                | NC                              |
| 1942  | Les Tigres volants              | Flying Tigers             | Guerre             | David Miller       | Capitaine Jim Gordon                         |                                                                                | Raymond Loyer                   |
| 1942  | Sacramento                      | In Old California         | Western            | William C. McGann  | Tom Craig                                    |                                                                                | Claude Bertrand                 |
| 1942  | La Fièvre de l'or noir          | Pittsburgh                | Aventure           | Lewis Seiler       | Charles 'Pittsburgh' Markham / Charles Ellis |                                                                                | NC                              |
| 1943  | La Fille et son cow-boy         | A Lady Takes a Chance     | Comédie romantique | William A. Seiter  | Duke Hudkins                                 |                                                                                | NC                              |
| 1943  | La Ruée sanglante               | In Old Oklahoma           | Western            | Albert S. Rogell   | Daniel F. "Dan" Somers                       | Titre alternatif : War of the Wildcats                                         | Jacques Erwin                   |
| 1944  | Alerte aux marines              | The Fighting Seabees      | Guerre             | Edward Ludwig      | Wedge Donovan                                |                                                                                | Jean-Claude Michel              |
| 1944  | L'Amazone aux yeux verts        | Tall in the Saddle        | Western            | Edwin L. Marin     | Rocklin                                      |                                                                                | Raymond Loyer                   |
| 1945  | Retour aux Philippines          | Back to Bataan            | Guerre             | Edward Dmytryk     | Colonel Joseph Madden                        |                                                                                | Raymond Loyer / Daniel Sarky    |
| 1945  | Les Sacrifiés                   | They Were Expendable      | Guerre             | John Ford          | Lieutenant "Rusty" Ryan                      |                                                                                | William Sabatier                |
| 1945  | La Belle de San Francisco       | Flame of Barbary Coast    | Western            | Joseph Kane        | Duke Fergus                                  |                                                                                | Marc Valbel                     |
| 1945  | La Femme du pionnier            | Dakota                    | Western            | Joseph Kane        | John Devlin                                  |                                                                                | NC                              |
| 1946  | Sans réserve                    | Without Reservations      | Comédie            | Mervyn LeRoy       | Rusty Thomas                                 |                                                                                | NC                              |
| 1947  | L'Ange et le Mauvais Garçon     | Angel and the Bad Man     | Western            | James Edward Grant | Quirt Evans                                  |                                                                                | Claude Bertrand                 |
| 1947  | Taïkoun                         | Tycoon                    | Aventure           | Richard Wallace    | Johnny Munroe                                |                                                                                | Raymond Loyer                   |
| 1948  | Le Massacre de Fort Apache      | Fort Apache               | Western            | John Ford          | Capitaine Kirby York                         |                                                                                | Raymond Loyer                   |
| 1948  | Le Fils du désert               | Three Godfathers          | Western            | John Ford          | Robert Marmaduke Hightower                   |                                                                                | Raymond Loyer / Claude Bertrand |
| 1948  | La Rivière rouge                | Red River                 | Western            | Howard Hawks       | Tom Dunson                                   |                                                                                | Marc Valbel                     |
| 1948  | Le Réveil de la sorcière rouge  | Wake of the Red Witch     | Aventure           | Edward Ludwig      | Capitaine Ralls                              |                                                                                | Raymond Loyer                   |
| 1949  | Le Bagarreur du Kentucky        | The Fighting Kentuckian   | Western            | George Waggner     | John Breen                                   |                                                                                | Raymond Loyer                   |
| 1949  | La Charge héroïque              | She Wore a Yellow Ribbon  | Western            | John Ford          | Capitaine Nathan Cutting Brittles            |                                                                                | Raymond Loyer                   |
| 1949  | Iwo Jima                        | Sands of Iwo Jima         | Guerre             | Allan Dwan         | Sergent John M. Stryker                      |                                                                                | Raymond Loyer                   |

#### Années 1950
| Année | Titre français                | Titre original               | Genre                 | Réalisateur         | Rôle                          | Remarques                                                                       | Voix françaises  |
| ----- | ----------------------------- | ---------------------------- | --------------------- | ------------------- | ----------------------------- | ------------------------------------------------------------------------------- | ---------------- |
| 1950  | Rio Grande                    | Rio Grande                   | Western               | John Ford           | Lieutenant-colonel Kirby York |                                                                                 | Raymond Loyer    |
| 1951  | Opération dans le Pacifique   | Operation Pacific            | Guerre                | George Waggner      | Lieutenant Duke E. Gifford    |                                                                                 | Raymond Loyer    |
| 1951  | Les Diables de Guadalcanal    | Flying Leathernecks          | Guerre                | Nicholas Ray        | Major Daniel Xavier Kirby     |                                                                                 | Raymond Loyer    |
| 1952  | L'Homme tranquille            | The Quiet Man                | Comédie               | John Ford           | Sean Thornton                 | Wayne est réalisateur de la seconde équipe (non crédité)                        | Raymond Loyer    |
| 1952  | Big Jim McLain                | Big Jim McLain               | Drame                 | Edward Ludwig       | Jim McLain                    |                                                                                 | NC               |
| 1953  | Un homme pas comme les autres | Trouble Along the Way        | Comédie dramatique    | Michael Curtiz      | Steve Aloysius Williams       |                                                                                 | NC               |
| 1953  | Hondo, l'homme du désert      | Hondo                        | Western               | John Farrow         | Hondo Lane                    | Filmé en 3D Wayne en est aussi producteur                                       | Raymond Loyer    |
| 1953  | Aventure dans le Grand Nord   | Island In the Sky            | Aventure              | William A. Wellman  | Capitaine Dooley              |                                                                                 | Raymond Loyer    |
| 1954  | Écrit dans le ciel            | The High and the Mighty      | Aventure              | William A. Wellman  | Dan Roman                     |                                                                                 | Raymond Loyer    |
| 1955  | L'Allée sanglante             | Blood Alley                  | Aventure              | William A. Wellman  | Capitaine Tom Wilder          | Wayne en est aussi producteur et réalisateur de la seconde équipe (non crédité) | Raymond Loyer    |
| 1955  | Le Renard des océans          | The Sea Chase                | Guerre                | John Farrow         | Capitaine Karl Ehrlich        |                                                                                 | Raymond Loyer    |
| 1956  | Ma femme est épatante         | I Married a Woman            | Comédie               | Hal Kanter          | Leonard                       | Non crédité au générique                                                        | NC               |
| 1956  | Le Conquérant                 | The Conqueror                | Aventures historiques | Dick Powell         | Temujin (Gengis Khan)         | Considéré comme une des plus grandes erreurs de casting                         | Raymond Loyer    |
| 1956  | La Prisonnière du désert      | The Searchers                | Western               | John Ford           | Ethan Edwards                 |                                                                                 | Raymond Loyer    |
| 1956  | L'aigle vole au soleil        | The Wings of Eagles          | Biographie            | John Ford           | Frank "Spig" Wead             |                                                                                 | William Sabatier |
| 1957  | Les espions s'amusent         | Jet Pilot                    | Guerre Espionnage     | Josef von Sternberg | Colonel Jim Shannon           | Tourné en 1949 et 1950 mais sorti seulement en 1957                             | Raymond Loyer    |
| 1957  | La Cité disparue              | Legend of the Lost           | Aventure              | Henry Hathaway      | Joe January                   |                                                                                 | Claude Bertrand  |
| 1958  | Le Barbare et la Geisha       | The Barbarian and the Geisha | Mélodrame             | John Huston         | Towsend Harris                |                                                                                 | Raymond Loyer    |
| 1959  | Les Cavaliers                 | The Horse Soldiers           | Western               | John Ford           | Colonel John Marlowe          |                                                                                 | Claude Bertrand  |
| 1959  | Rio Bravo                     | Rio Bravo                    | Western               | Howard Hawks        | John T. Chance                |                                                                                 | Raymond Loyer    |

#### Années 1960 - 1970
| Année | Titre français                        | Titre original                   | Genre              | Réalisateur        | Rôle                                       | Remarques                                            | Voix françaises                         |
| ----- | ------------------------------------- | -------------------------------- | ------------------ | ------------------ | ------------------------------------------ | ---------------------------------------------------- | --------------------------------------- |
| 1960  | Le Grand Sam                          | North to Alaska                  | Aventure           | Henry Hathaway     | Sam McCord                                 |                                                      | Claude Bertrand                         |
| 1960  | Alamo                                 | The Alamo                        | Western            | John Wayne         | Davy Crockett                              |                                                      | Claude Bertrand                         |
| 1961  | Les Comancheros                       | The Comancheros                  | Western            | Michael Curtiz     | Jake Cutter                                | Le dernier film de M. Curtiz                         | Claude Bertrand                         |
| 1962  | Le Jour le plus long                  | The Longest Day                  | Guerre             | Andrew Marton      | Lieutenant-colonel Benjamin H. Vandervoort |                                                      | Claude Bertrand                         |
| 1962  | L'Homme qui tua Liberty Valance       | The Man Who Shot Liberty Valance | Western            | John Ford          | Tom Doniphon                               |                                                      | Raymond Loyer / Marc Alfos              |
| 1962  | La Conquête de l'Ouest                | How the West Was Won             | Western            | Henry Hathaway     | Général Sherman                            |                                                      | William Sabatier                        |
| 1962  | Hatari !                              | Hatari!                          | Aventure           | Howard Hawks       | Sean Mercer                                |                                                      | Raymond Loyer                           |
| 1963  | Le Grand McLintock                    | McLintock!                       | Western            | Andrew V. McLaglen | George Washington McLintock                |                                                      | Claude Bertrand                         |
| 1963  | Le Plus Grand Cirque du monde         | Circus World                     | Drame              | Henry Hathaway     | Matt Masters                               |                                                      | Raymond Loyer                           |
| 1963  | La Taverne de l'Irlandais             | Donovan's Reef                   | Comédie dramatique | John Ford          | Michael Patrick Donovan                    | Derrnier film avec J. Ford                           | Raymond Loyer                           |
| 1965  | La Plus Grande Histoire jamais contée | The Greatest Story Ever Told     | Film historique    | George Stevens     | Centurion de la crucifixion                |                                                      | Henri Poirier                           |
| 1965  | Les Quatre Fils de Katie Elder        | The Sons of Katie Elder          | Western            | Henry Hathaway     | John Elder                                 |                                                      | Jean Martinelli                         |
| 1965  | Première Victoire                     | In Harm's Way                    | Guerre             | Otto Preminger     | Capitaine Rockwell W. Torrey               |                                                      | Jean Martinelli / Jean-Bernard Guillard |
| 1966  | L'Ombre d'un géant                    | Cast a Giant Shadow              | Guerre             | Melville Shavelson | Général Mike Randolph                      |                                                      | Claude Bertrand                         |
| 1967  | El Dorado                             | El Dorado                        | Western            | Howard Hawks       | Cole Thornton                              |                                                      | Raymond Loyer                           |
| 1967  | La Caravane de feu                    | The War Wagon                    | Western            | Burt Kennedy       | Taw Jackson                                |                                                      | Claude Bertrand                         |
| 1968  | Les Bérets verts                      | The Green Berets                 | Guerre             | John Wayne         | Colonel Mike Kirby                         |                                                      | Raymond Loyer                           |
| 1969  | Les Géants de l'Ouest                 | The Undefeated                   | Western            | Andrew V. McLaglen | Colonel John Henry Thomas                  |                                                      | Raymond Loyer                           |
| 1969  | Les Feux de l'enfer                   | Hellfighters                     | Action             | Andrew V. McLaglen | Chance Buckman                             |                                                      | Claude Bertrand                         |
| 1969  | Cent Dollars pour un shérif           | True Grit                        | Western            | Henry Hathaway     | Marshall Reuben J. "Rooster" Cogburn       |                                                      | Jean Martinelli                         |
| 1970  | Chisum                                | Chisum                           | Western            | Andrew V. McLaglen | John Chisum                                |                                                      | Raymond Loyer                           |
| 1970  | Rio Lobo                              | Rio Lobo                         | Western            | Howard Hawks       | Colonel Cord McNally                       | Dernier film avec H. Hawks                           | Raymond Loyer                           |
| 1971  | Big Jake                              | Big Jake                         | Western            | George Sherman     | Jacob McCandles                            |                                                      | Raymond Loyer                           |
| 1972  | Les Cowboys                           | The Cowboys                      | Western            | Mark Rydell        | Will Andersen                              |                                                      | Raymond Loyer                           |
| 1973  | Les Voleurs de trains                 | The Train Robbers                | Western            | Burt Kennedy       | Lane                                       |                                                      | Raymond Loyer                           |
| 1973  | Les Cordes de la potence              | Cahill, U.S. Marshal             | Western            | Andrew V. McLaglen | J.D. Cahill                                |                                                      | Raymond Loyer                           |
| 1974  | Un silencieux au bout du canon        | McQ                              | Policier           | John Sturges       | Lieutenant Lon McQ                         |                                                      | Raymond Loyer                           |
| 1975  | Une bible et un fusil                 | Rooster Cogburn                  | Western            | Stuart Millar      | Marshall Reuben J. "Rooster" Cogburn       | Reprise du personnage de Cent dollars pour un shérif | Jean Martinelli                         |
| 1975  | Brannigan                             | Brannigan                        | Policier           | Douglas Hickox     | Jim Brannigan                              |                                                      | Raymond Loyer                           |
| 1976  | Le Dernier des géants                 | The Shootist                     | Western            | Don Siegel         | J.B. Books                                 |                                                      | Raymond Loyer                           |

### Réalisateur
Si John Wayne a participé plusieurs fois à la mise en scène des films dans lesquels il jouait, il n'en a réalisé lui-même que deux.
Le premier, Alamo, en 1960, un projet qu'il a depuis plusieurs années et qu'il parvient à produire difficilement : plusieurs sociétés de production refusèrent de le financer, et Wayne dut investir son propre argent. Le film fut un succès à travers le monde.
Sa seconde réalisation, en 1968, Les Bérets verts, soutient ouvertement l'intervention américaine au Viêt Nam, ce qui soulève la polémique aux États-Unis et dans le monde.
| Année | Titre français   | Titre original   | Genre          | Rôle               | Remarques                  |
| ----- | ---------------- | ---------------- | -------------- | ------------------ | -------------------------- |
| 1960  | Alamo            | The Alamo        | Western        | Davy Crockett      |                            |
| 1968  | Les Bérets verts | The Green Berets | Film de guerre | Colonel Mike Kirby | Coréalisé avec Ray Kellogg |

### Producteur
| Année | Titre français                 | Titre original                 | Réalisateur               | Remarques                           |
| ----- | ------------------------------ | ------------------------------ | ------------------------- | ----------------------------------- |
| 1947  | L'Ange et le Mauvais Garçon    | Angel and the Badman           | James Edward Grant        |                                     |
| 1949  | Le Bagarreur du Kentucky       | The Fighting Kentuckian        | George Waggner            |                                     |
| 1950  |                                | The Dangerous Stranger         | Sid Davis                 | Court métrage                       |
| 1951  |                                | Santa and the Fairy Snow Queen | Sid Davis                 | Court métrage                       |
| 1951  | La Dame et le Toréador         | The Dangerous Stranger         | Budd Boetticher           |                                     |
| 1952  |                                | Big Jim McLain                 | Edward Ludwig             | Également acteur.                   |
| 1953  | Les Pillards de Mexico         | Plunder of the Sun             | John Farrow               |                                     |
| 1953  | Aventure dans le Grand Nord    | Island in the Sky              | William A. Wellman        | Également acteur.                   |
| 1953  | Hondo, l'homme du désert       | Hondo                          | John Farrow               | Également acteur.                   |
| 1954  | Écrit dans le ciel             | The Hight and the Mighty       | William A. Wellman        | Également acteur.                   |
| 1954  | Les Géants du cirque           | Ring of Fear                   | James Edward Grant        |                                     |
| 1954  |                                | Track of the Cat               | William A. Wellman        |                                     |
| 1955  | L'Allée sanglante              | Blood Alley                    | William A. Wellman        | Batjac Productions.                 |
| 1956  | Adieu Lady                     | Good-bye, My Lady              | William A. Wellman        | Batjac Productions.                 |
| 1956  | Sept Hommes à abattre          | Seven Men From Now             | Budd Boetticher           | Batjac Productions.                 |
| 1956  | Légitime Défense               | Gun the Man Down               | Andrew V. McLaglen        | Batjac Productions.                 |
| 1956  |                                | Man in the Vault               | Andrew V. McLaglen        | Batjac Productions.                 |
| 1957  | La Cité disparue               | Legend of the Lost             | Henry Hathaway            | Batjac Productions.                 |
| 1958  |                                | China Doll                     | Frank Borzage             | Batjac Productions.                 |
| 1958  | Escorte pour l'Oregon          | Escort West                    | Francis D. Lyon           | Batjac Productions.                 |
| 1960  | Alamo                          | The Alamo                      | John Wayne                | Batjac Productions.                 |
| 1963  | Le Grand McLintock             | McLintock !                    | Andrew V. McLaglen        | Batjac Productions.                 |
| 1966  | L'Ombre d'un géant             | Cast of A Giant                | Melville Shavelson        | Batjac Productions.                 |
| 1967  | La Caravane de feu             | The War Wagon                  | Burt Kennedy              | Batjac Productions.                 |
| 1967  |                                | Hondo                          | Lee H. Katzin             | Batjac Productions Série télévisée. |
| 1968  | Les Bérets verts               | The Green Berets               | John Wayne et Ray Kellogg | Batjac Productions.                 |
| 1970  |                                | Chisum                         | Andrew V. McLaglen        | Batjac Productions.                 |
| 1970  |                                | Swing Out, Sweet Land (en)     | Stan Harris               | Batjac Productions.                 |
| 1970  |                                | Rio Lobo                       | Howard Hawks              | Batjac Productions.                 |
| 1971  |                                | Big Jake                       | George Sherman            | Batjac Productions.                 |
| 1973  | Les Voleurs de trains          | The Train Robbers              | Burt Kennedy              | Batjac Productions.                 |
| 1973  | Les Cordes de la potence       | Cahill U.S. Marshal            | Andrew V. McLaglen        | Batjac Productions.                 |
| 1974  | Un silencieux au bout du canon | McQ                            | John Sturges              | Batjac Productions.                 |

### Participations
| Année | Titre français              | Titre original           | Réalisateur                                | Remarques |
| ----- | --------------------------- | ------------------------ | ------------------------------------------ | --- |
| 1947  | L'Ange et le Mauvais Garçon | The Angel and the Badman | William A. Wellman                         | Participation à la mise en scène.                                                                                         |
| 1952  | L'Homme tranquille          | The Quiet Man            | John Ford                                  | Participation à la réalisation de seconde équipe, non créditée.                                                           |
| 1955  | L'Allée sanglante           | Blood Alley              | William A. Wellman                         | Participation à la mise en scène.                                                                                         |
| 1961  | Les Comancheros             | The Comancheros          | Michael Curtiz                             | Participation à la mise en scène, pour remplacer Michael Curtiz, malade.                                                  |
| 1971  |                             | Big Jake                 | George Sherman                             | Participation à la mise en scène.                                                                                         |
| 1993  | La Classe américaine        |                          | Michel Hazanavicius et Dominique Mézerette | Parodie composée d'images de films de la Warner Bros. John Wayne incarne George Abitbol, l'homme le plus classe du monde. |

## John Wayne comme personnage
- 2015 : Dalton Trumbo (Trumbo) de Jay Roach, interprété par David James Elliott